# مثلث صرة

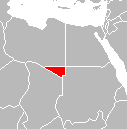
مثلث صرة المظلل باللون الأحمر والدول المحيطة بحدود حديثة

مثلث صرة هو شريط من الأرض يقع اليوم في منطقة الكفرة الليبية، وقد استعمرته بريطانيا في الأصل وأضيف إلى السودان الإنجليزي المصري. في عام 1934 تم إبرام اتفاق بين المملكة المتحدة والمملكة الإيطالية، والتنازل عن الأراضي للمستعمرة الإيطالية في ليبيا. المثلث موطن لواحة صغيرة تسمى معتان الصرة.